# Čovac
Čovac es una aldea de Croacia en el ejido del municipio de Okučani, condado de Brod-Posavina.

## Geografía
Se encuentra al sur de las alturas Psunj, a una altitud de 95 m s. n. m. a 140 km de la capital croata, Zagreb.

## Demografía
En el censo 2021 el total de población de la localidad de Čovac fue de 75 habitantes.
| Gráfica de población de Čovac 1948-2021                             |
|                                                                     |
| Según los censos de población de la oficina estadística de Croacia. |